# Dalkeith Palace

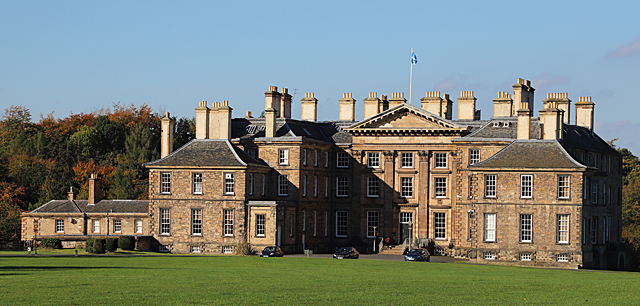
Dalkeith Palace in 2018

Dalkeith Palace is een classicistisch landhuis in Dalkeith in het Schotse graafschap Midlothian, gebouwd in opdracht van Anne Scott, eerste Hertogin van Buccleuch, op de locatie van een laat-middeleeuwse voorganger. Het paleis werd in 1711 voltooid door de architect James Smith en is naar verluidt geïnspireerd door Paleis Het Loo te Apeldoorn. Het bouwwerk was een residentie van de familie Buccleuch van 1642 tot 1914. Tijdens de Tweede Wereldoorlog deed het paleis dienst als kazerne.
Van 1986 tot 2020 werd het kasteel door het University of Wisconsin System gebruikt als huisvesting voor personeel en studenten. Sedert 2021 staat Dalkeith Palace open voor het publiek en vinden er tentoonstellingen en rondleidingen plaats. Het gebouw met zijn omliggend park is eigendom van de trust Buccleuch Living Heritage Trust.

## Beschrijving

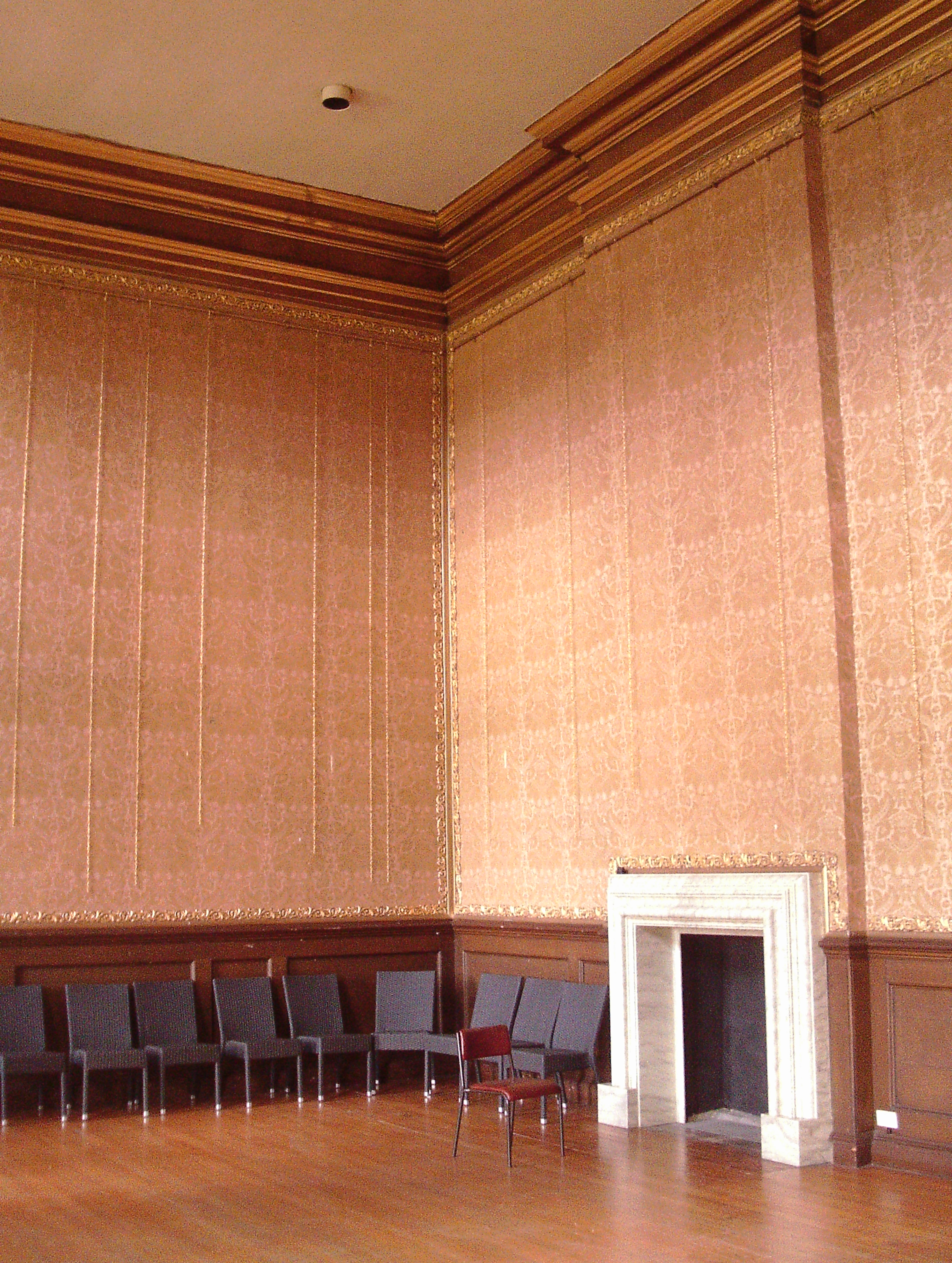
De grote hal

Dalkeith Palace ligt in het park Dalkeith Country Park, op de oostelijke oever van het riviertje North Esk. Dit park bevat verder een monumentale brug, Montagu Bridge geheten, die door Robert Adam werd ontworpen, alsook paardenstallen waarin in de eenentwintigste eeuw ten dele restaurants en boetieks zijn ondergebracht. Deze bouwsels, waarin ook nog steeds paarden huizen, heten The Restoration Yard en waren een ontwerp van William Adam.
Het hoofdblok van het paleis telt drie verdiepingen. Het bouwwerk heeft een symmetrische opbouw, waarbij de centrale ingang in de voorgevel geflankeerd wordt door twee uitlopers naar voren, waarvan een de toren van het vroegere stadskasteel is. De inkomhal is versierd met fresco's die putti afbeelden. Links van de ingang bevindt zich de traphal met een standbeeld van Arthur Wellesley, hertog van Wellington. De gelijkvloerse kamers worden voor tentoonstellingen gebruikt. De grote hal deed in de achttiende eeuw dienst als balzaal. Toen de Universiteit van Wisconsin hier gevestigd was, was de grote hal de sportzaal.
De bovenverdiepingen bevatten residentiële vertrekken, waarvan sommige een open haard hebben. Zo was een van de kamers de slaapkamer van generaal George Monck, die hier verbleef toen hij in 1660 naar Engeland marcheerde om Karel II van Engeland op de troon te plaatsen. Een andere kamer was de slaapkamer van koning George IV, die, toen hij in 1822 een bezoek aan Schotland bracht, in Dalkeith Palace verbleef omdat Holyrood Palace in Edinburgh destijds te bouwvallig was. Ook koningin Victoria overnachtte in 1842 in het kasteel in een kamer op de eerste verdieping. Op deze etage, in de noordoostelijke uitloper, bevindt zich tevens de boekerij met een erkerraam uit 1786, dat uitkijkt over de Montagu Bridge.
De slaapkamer van hertogin Anne, op de bovenste verdieping, heeft een haard met daarboven een ornamentele spiegel. De kroonlijst van de haard is reeds gebarsten sinds de haard oorspronkelijk geïnstalleerd werd; de hertogin kreeg vervolgens korting op de aankoopprijs. In een andere kamer prijkt Annes monogram ‘AB’ (wat staat voor Anna Buccleuch). Daaronder bevindt zich een rijkelijk gedecoreerde fries. Het kasteel heeft vrijwel geen losstaand meubilair.
Naast de paardenstallen staat tevens een oranjerie met twaalf zijden, gebouwd naar een ontwerp van de negentiende-eeuwse architect William Burn.

## Geschiedenis

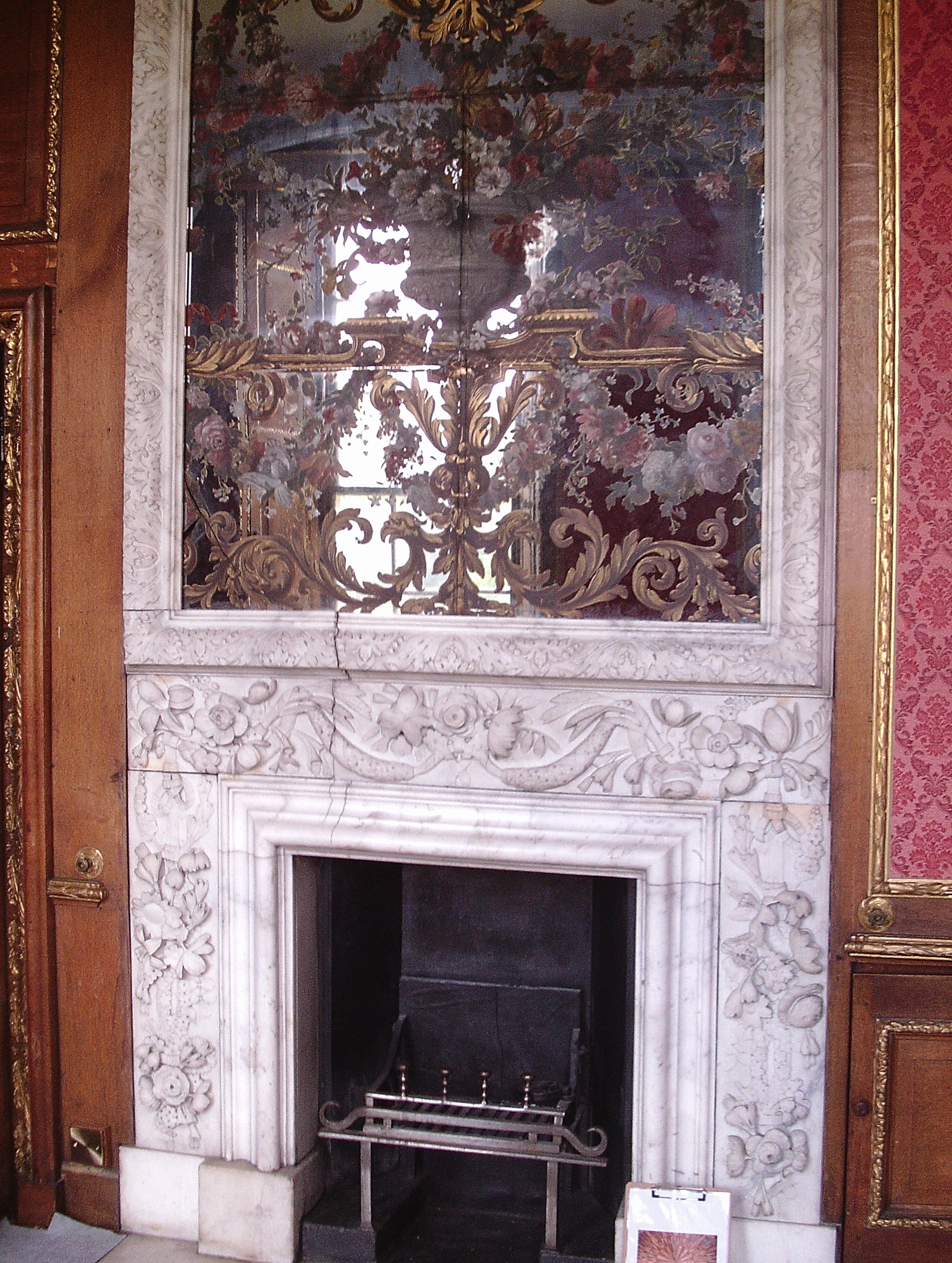
Spiegel van Anne Buccleuch

In de vijftiende eeuw bouwde de earl van Morton hier een binnenplaats met een oppervlakte van ongeveer 40 m². Aan de zuidwestelijke zijde van deze binnenplaats stond een toren van circa 11 bij 14 m, die vanaf 1702 in het nieuwe Dalkeith Palace geïncorporeerd zou worden. Ten noordwesten en noordoosten van de binnenplaats kwamen daar in de zestiende eeuw een ridderzaal en woonvertrekken bij, maar de zuidwestelijke muur van de plaats werd later gesloopt. De earls van Morton, eveneens eigenaren van Aberdour Castle in Fife, bewoonden Dalkeith Palace als hun hoofdresidentie. Deze familie belandde echter in financiële moeilijkheden; in 1642 verkocht de earl van Morton het kasteel aan Francis Scott, tweede earl van Buccleuch.
Anne Scott was de jongste dochter van de earl van Buccleuch. Na de dood van haar oudere zuster Mary in 1661 werd zij op tienjarige leeftijd gravin van Buccleuch en erfde ze alle bijbehorende landerijen. In 1663 huwde ze James, de bastaardzoon van Karel II van Engeland, die vervolgens de achternaam ‘Scott’ van zijn vrouw aannam en onder andere tot Hertog van Monmouth en Hertog van Buccleuch werd gecreëerd, wat van Anne automatisch een hertogin maakte. In de nasleep van de Monmouth-opstand van 1685, die tot de terechtstelling van haar man wegens hoogverraad leidde, kon zij haar titels voor het leven behouden, aangezien ze hiervoor in 1666 van Karel II een oorkonde had verkregen. In 1688 hertrouwde ze met Charles, derde baron Cornwallis. De hertogin was een bijzonder vermogende landeigenaar. Als onder andere gravin van Dalkeith gaf ze de architect James Smith de opdracht, het oude Dalkeith Castle om te bouwen in een modieuze residentie in de stijl van het palladianisme. Hierdoor werd Dalkeith Palace een van de meest prestigieuze voorbeelden van vroeg-classicistische landhuizen in Schotland. De bouwwerkzaamheden duurden van 1702 tot 1711.
De hertogen van Buccleuch bleven eigenaar van het paleis, ook al bewoonden ze het niet meer sinds het begin van de Eerste Wereldoorlog. Hertog Walter Francis, gastheer van George IV op Dalkeith Palace in 1822, had plannen om het paleis in een neo-jacobijnse stijl om te bouwen, die evenwel nooit verwezenlijkt werden.
Een Poolse infanteriebrigade was tijdens de Tweede Wereldoorlog ingekwartierd op de derde verdieping van het paleis. Het bos om het kasteel is geregistreerd als Site of Special Scientific Interest. In 2016 werden het park en de paardenstallen gerenoveerd, waarbij tevens een kinderspeelplaats op het domein werd aangelegd.

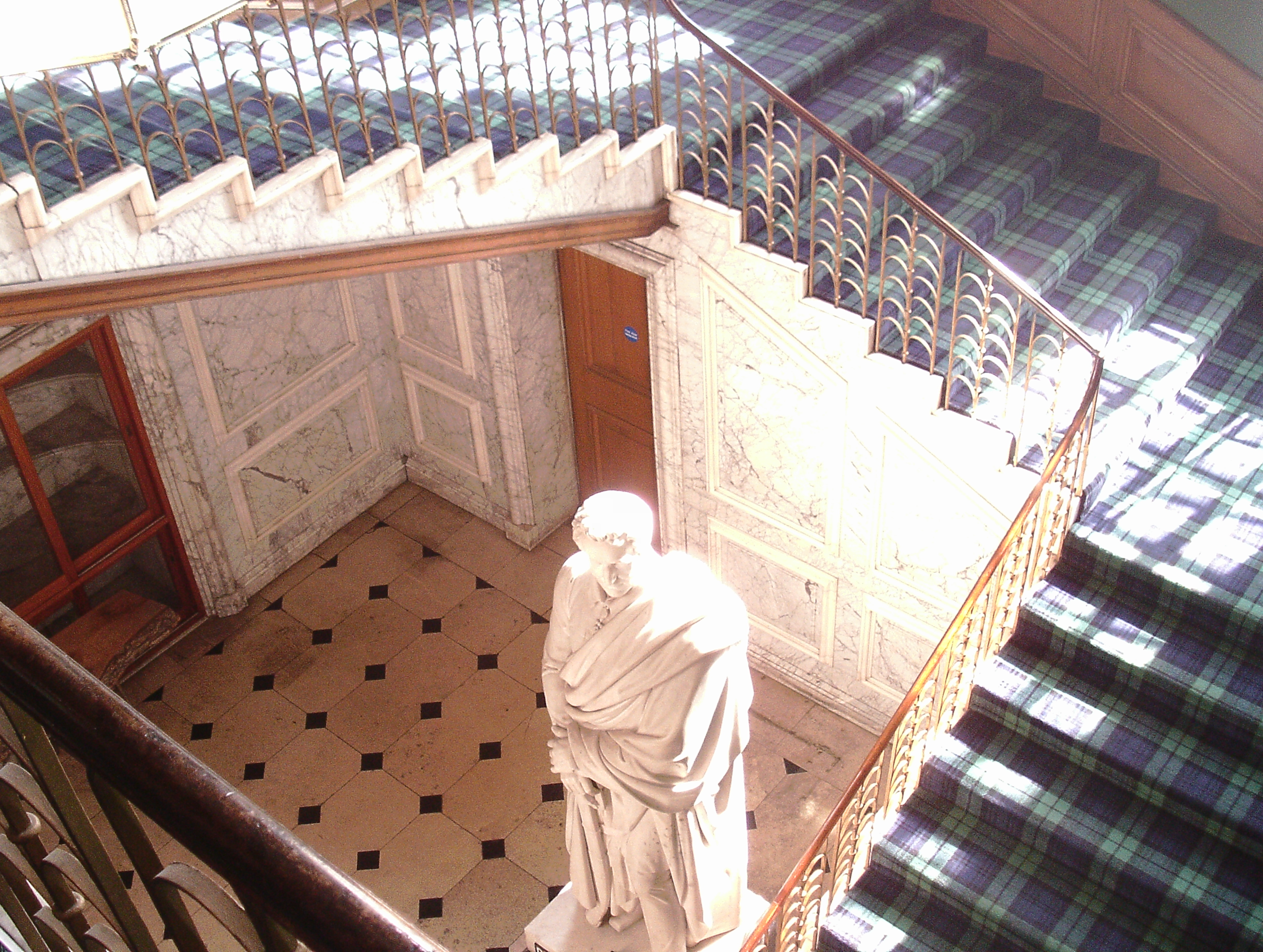
Traphal
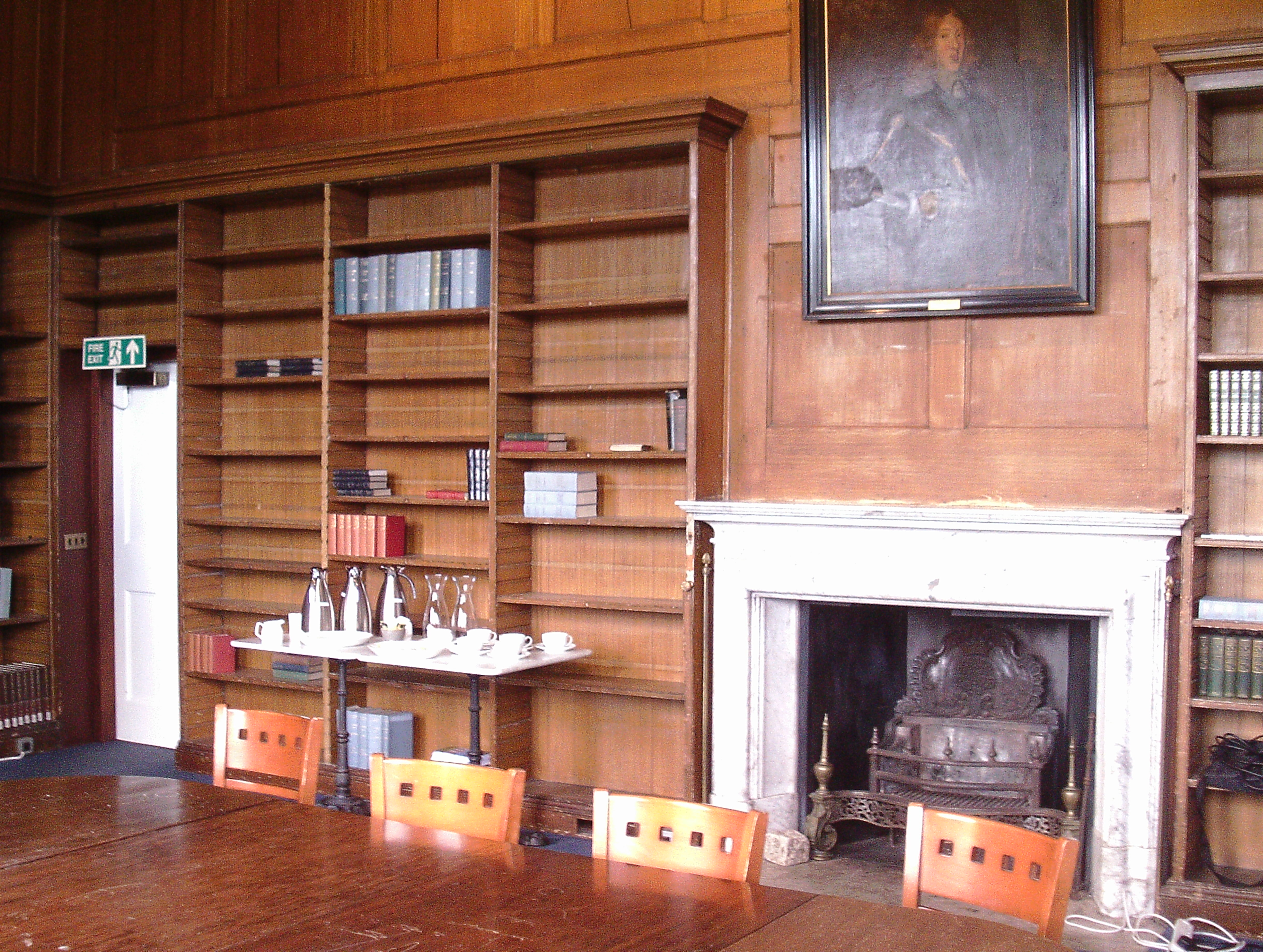
Bibliotheek
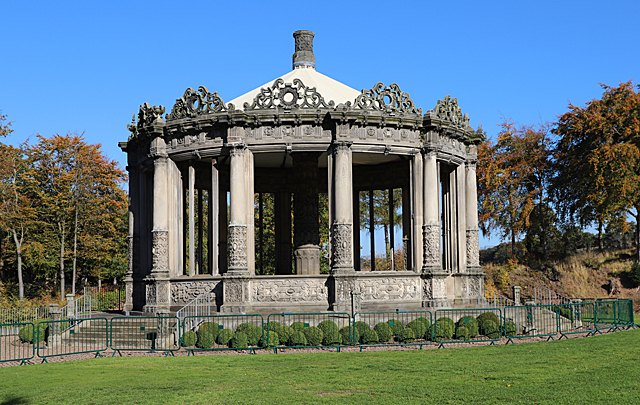
Oranjerie
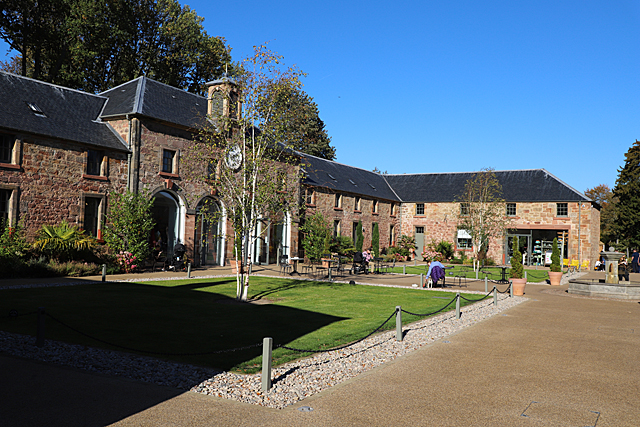
Paardenstallen
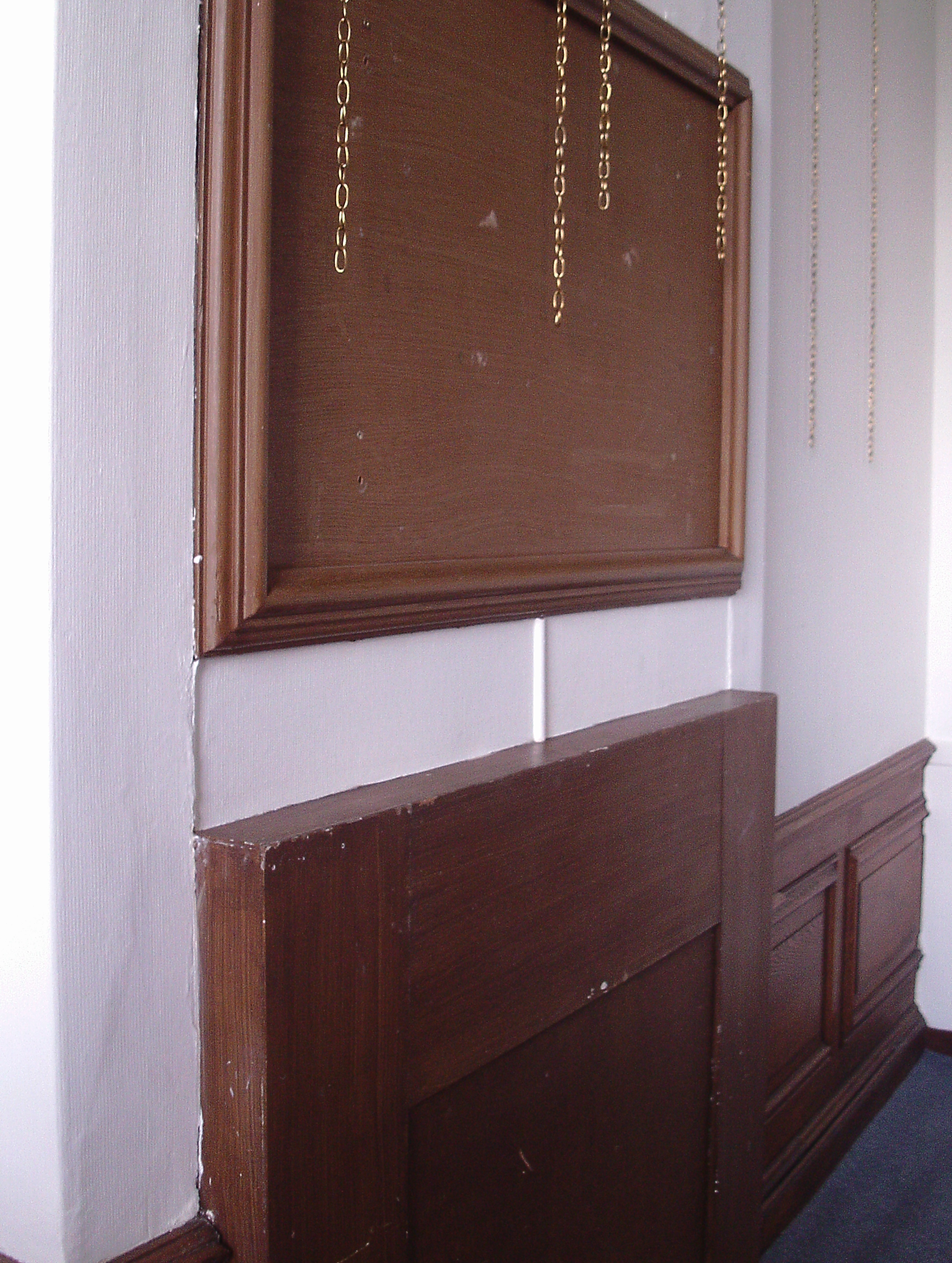
Kamer van Monck
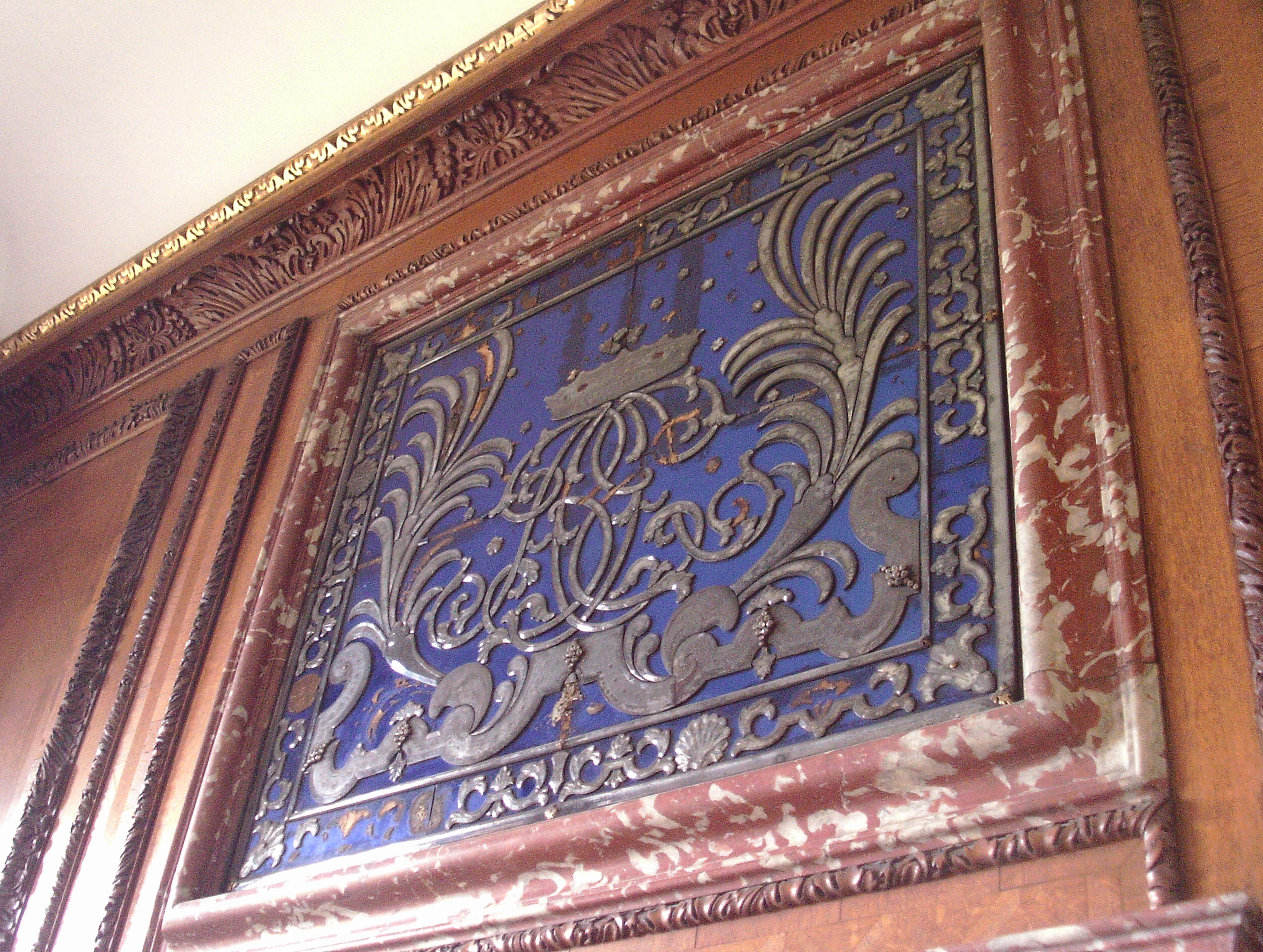
Monogram van Anne Buccleuch
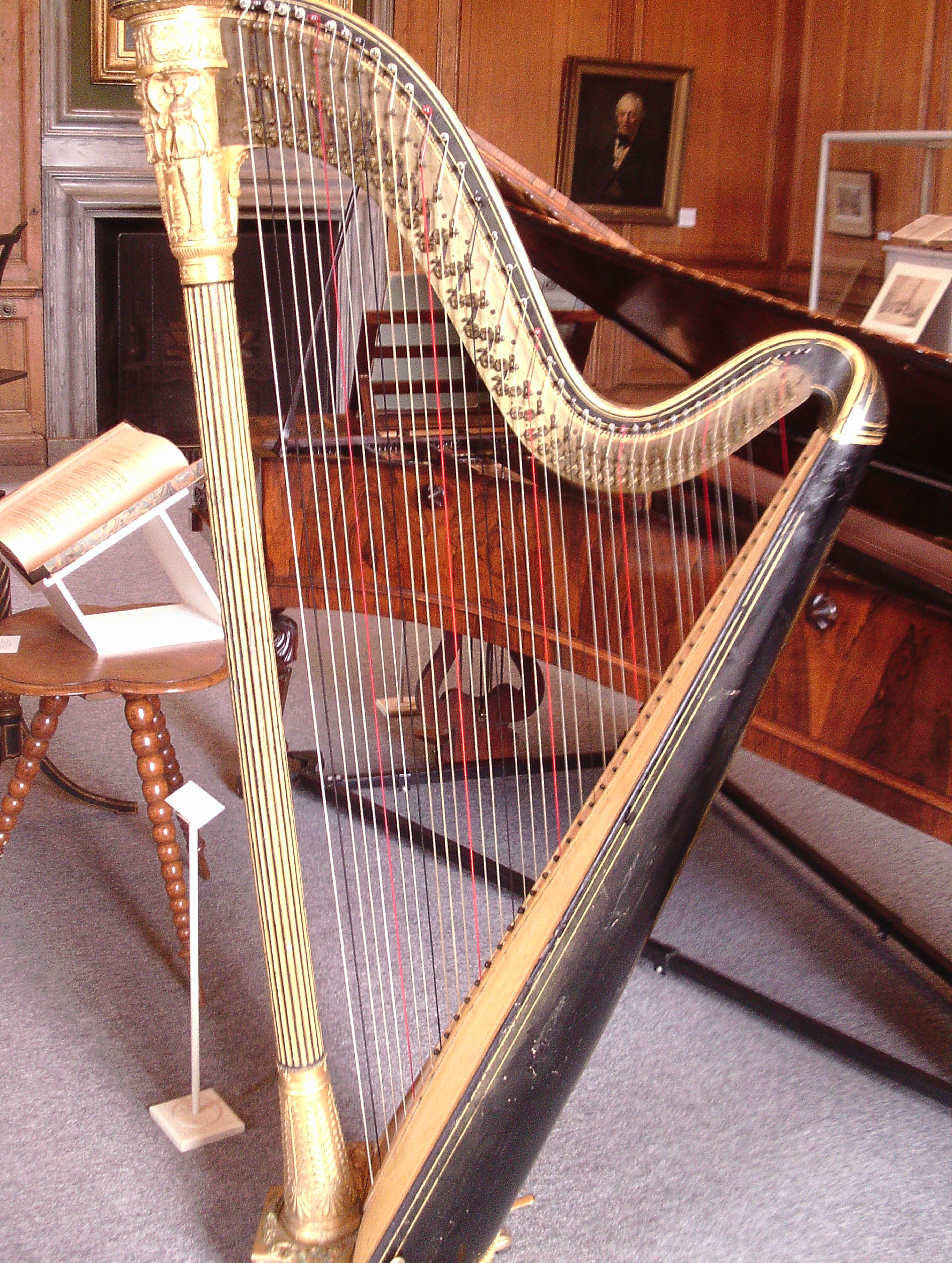
Tentoonstelling
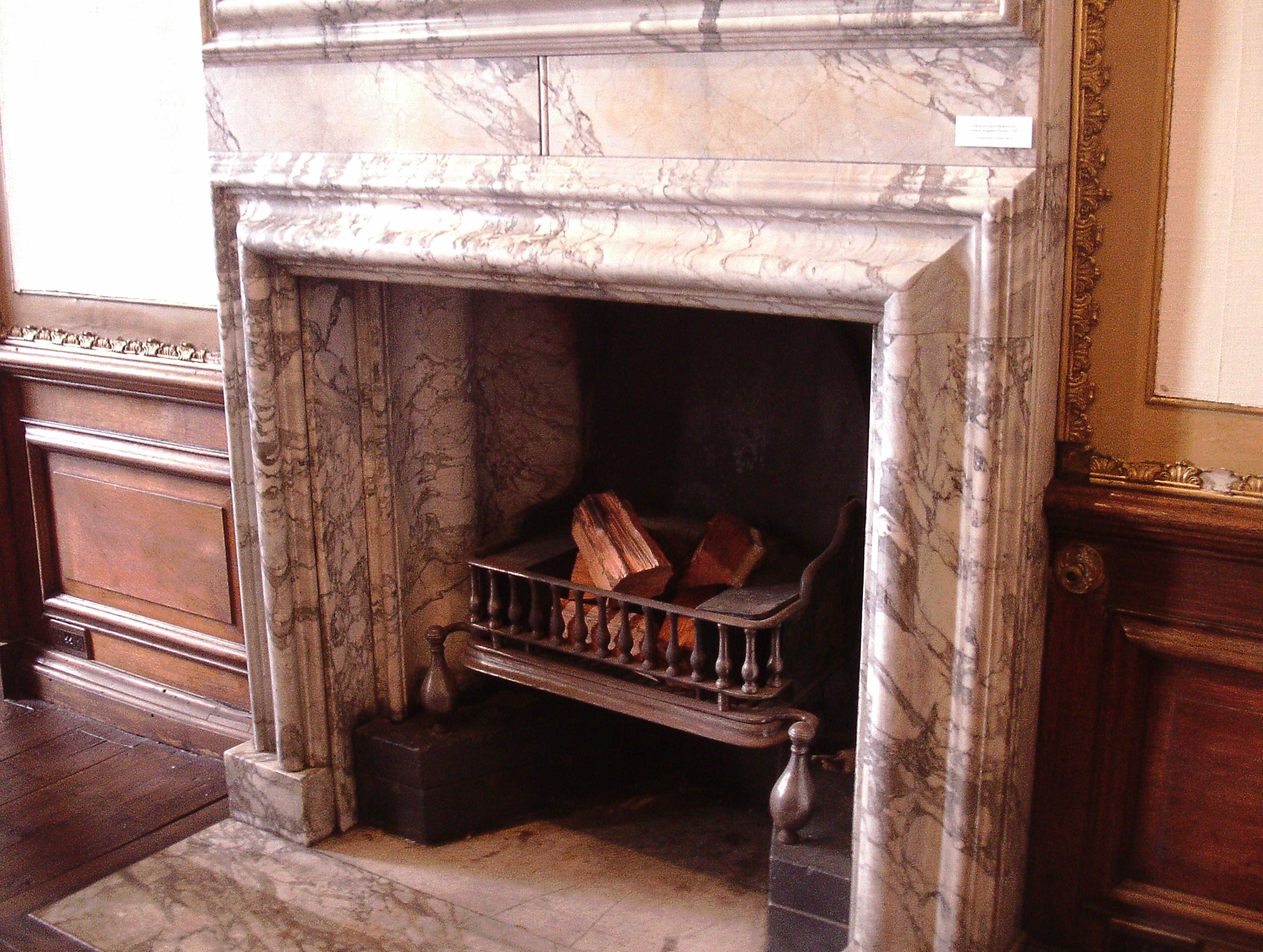
Haard in Victoria’s slaapkamer